# Cryptocephalus yoshimotoi
Cryptocephalus yoshimotoi – gatunek chrząszcza z rodziny stonkowatych i podrodziny Cryptocephalinae
Gatunek ten został opisany w 1981 roku przez S. Kimoto i J. L. Gressitta.
Chrząszcz endemiczny dla Wietnamu.